# Sant'Anna d'Alfaedo
Sant'Anna d'Alfaedo es una localidad y comune italiana de la provincia de Verona, región de Véneto, con 2.600 habitantes.

## Evolución demográfica
| Gráfica de evolución demográfica de Sant'Anna d'Alfaedo entre 1861 y 2001 |
|                                                                           |
| Fuente ISTAT - elaboración gráfica de Wikipedia                           |